# Sudo
sudo (англ. Substitute User and do, дословно «подменить пользователя и выполнить») — программа для системного администрирования UNIX-систем, позволяющая делегировать те или иные привилегированные ресурсы пользователям с ведением протокола работы. Основная идея — дать пользователям как можно меньше прав, при этом достаточных для решения поставленных задач. Программа поставляется для большинства UNIX и UNIX-подобных операционных систем.
Команда sudo предоставляет возможность пользователям выполнять команды от имени суперпользователя root либо других пользователей. Правила, используемые sudo для принятия решения о предоставлении доступа, находятся в файле /etc/sudoers (для редактирования файла можно использовать специальный редактор visudo, запускаемый из командной строки без параметров, в том числе без указания пути к файлу); язык их написания и примеры использования подробно изложены в man sudoers(5).
В большинстве случаев грамотная настройка sudo делает небезопасную работу от имени суперпользователя ненужной. Все действия оказываются выполнимы из-под аккаунта пользователя, которому разрешено использовать sudo без ограничений. Имеется возможность запрещать и разрешать определённым пользователям или группам выполнение конкретного набора программ, а также разрешить выполнение определённых программ без необходимости ввода своего пароля.

## Примеры
Разрешить пользователям, входящим в группу «admin», выполнять команды с правами любого пользователя (с запросом пароля):
```
%admin ALL=(ALL) ALL
```

Позволить пользователю «user1» выполнять команды с правами «user2» или «user3», не запрашивая пароль:
```
user1 ALL=(user2, user3)NOPASSWD: ALL
```

Разрешить пользователю «backup» выполнять команду /usr/bin/rsync без запроса пароля:
```
backup ALL=NOPASSWD: /usr/bin/rsync
```

## Особенности
Программу критикуют, в частности, за невозможность выполнять некоторые команды. К примеру:
```
sudo
 
cat
 
sources.list
 
>
 
/etc/apt/sources.list

```

выдаст ошибку прав доступа (так как с правами root выполняется только процесс cat, а перенаправление выполняет shell с правами обычного пользователя), хотя такое можно сделать, использовав конвейер:
```
cat
 
sources.list
 
|
 
sudo
 
tee
 
/etc/apt/sources.list

```

также можно выполнить shell с административными правами, а строку к выполнению взять в кавычки, используя параметр «-с»:
```
sudo
 
sh
 
-c
 
'cat sources.list > /etc/apt/sources.list'

```

или же попасть в shell интерактивно аналогично работе su, используя параметр «-s»:
```
sudo
 
-s

```

можно и так
```
sudo
 
su

```

или выполнив
```
sudo
 
sh

```

## Схожие программы
В OpenSolaris вместо sudo используется команда pfexec, работающая на основе RBAC.
В OpenBSD, по умолчанию, используется собственная утилита doas.
Windows имеет похожую команду runas.